# Barbara Gladysch

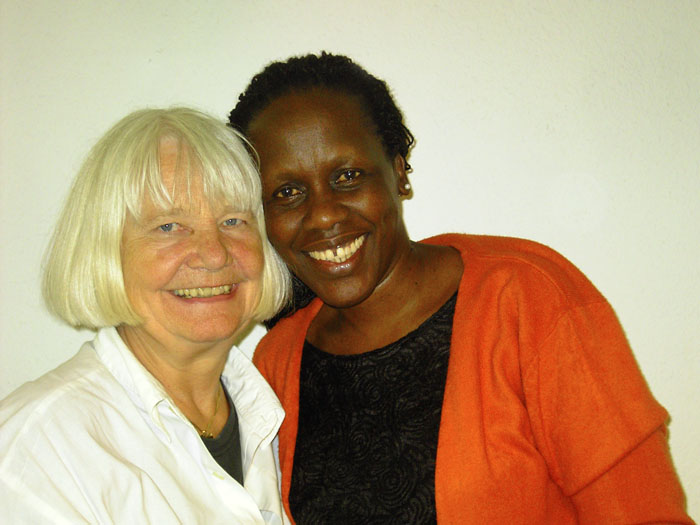
Barbara Gladysch mit der ruandischen Autorin Esther Mujawayo bei einer Lesung in Düsseldorf 2007

Barbara Gladysch (* 1940) ist eine deutsche Friedenskämpferin. Sie ist die Gründerin der „Mütter für den Frieden“. Seit 1997 setzt sie sich vor allem für tschetschenische Kinder und für Flüchtlinge ein.

## Auszeichnungen
Sie ist vielfach ausgezeichnet worden, u. a. mit der Ehrenmitgliedschaft im Komitee der Russischen Soldatenmütter, dem Bundesverdienstkreuz am Bande, dem Bremer Friedenspreis sowie dem Mac-Bride-Friedenspreis des internationalen Friedensbüros in Genf. Ihr Engagement wurde auch gewürdigt, als sie beim Projekt 1000 Frauen für den Friedensnobelpreis 2005 nominiert wurde. 1997 wurde ihr der Jan-Wellem-Ring der Stadt Düsseldorf verliehen. Am 3. April 2008 gab sie ihn aus Protest gegen die Haltung des Oberbürgermeisters Erwin zurück, der es verweigert hatte, am 10. März aus Solidarität mit Tibet, die tibetische Fahne zu hissen, wie es über 900 andere Städte in Deutschland getan haben. Am 9. September 2018 bekam sie den Ring jedoch zurück. Das ihr 2005 zuerkannte Bundesverdienstkreuz I. Klasse lehnte sie ab. 2010 wurde sie für den taz-Panter-Preis nominiert. Ende 2016 kündigte sie an, den Verdienstorden des Landes Nordrhein-Westfalen wegen der Abschiebung von 10 Flüchtlingen nach Afghanistan nicht annehmen zu wollen.

## Ausstellung
- „Tschetscheniens Kinder - Tschetscheniens Zukunft“ (aktualisiert im Juni 2006)

## Filme
- „Kleiner Stern“, 2004, DVD, 18 Min.
- „Die Kinder von Grosny“, 2006, DVD, 29 Min.

## Schriften
- Die kleinen Sterne von Grosny. Kinder im schmutzigen Krieg von Tschetschenien. Herder Verlag, 2007, ISBN 978-3-451-29004-6